# 花畔神社
花畔神社（ばんなぐろじんじゃ）は、北海道石狩市花畔北11線573に所在する神社。旧社格は無格社。

## 歴史
- 1872年（明治5年） - 花畔村の入植者によって花畔北8線に花畔村金刀比羅神社が建立される[1]。
- 1894年（明治27年）8月 - 花畔村北8線2番に遷座するとともに花畔神社と改称[1]。
- 1971年（昭和46年） - 石狩湾新港開発計画により花畔北11線に移転するとともに、相馬妙見太田神社・花畔瑞穂神社を合祀する[1]。

## 祭神
- 金刀比羅之大神（ことひらのおおかみ）
- 大己貴神（おおなむちのかみ）
- 少彦名神（すくなひこなのかみ）
- 天御中主神（あめのみなかぬしのかみ）
- 大国魂神（おおくにたまのかみ）

## ギャラリー

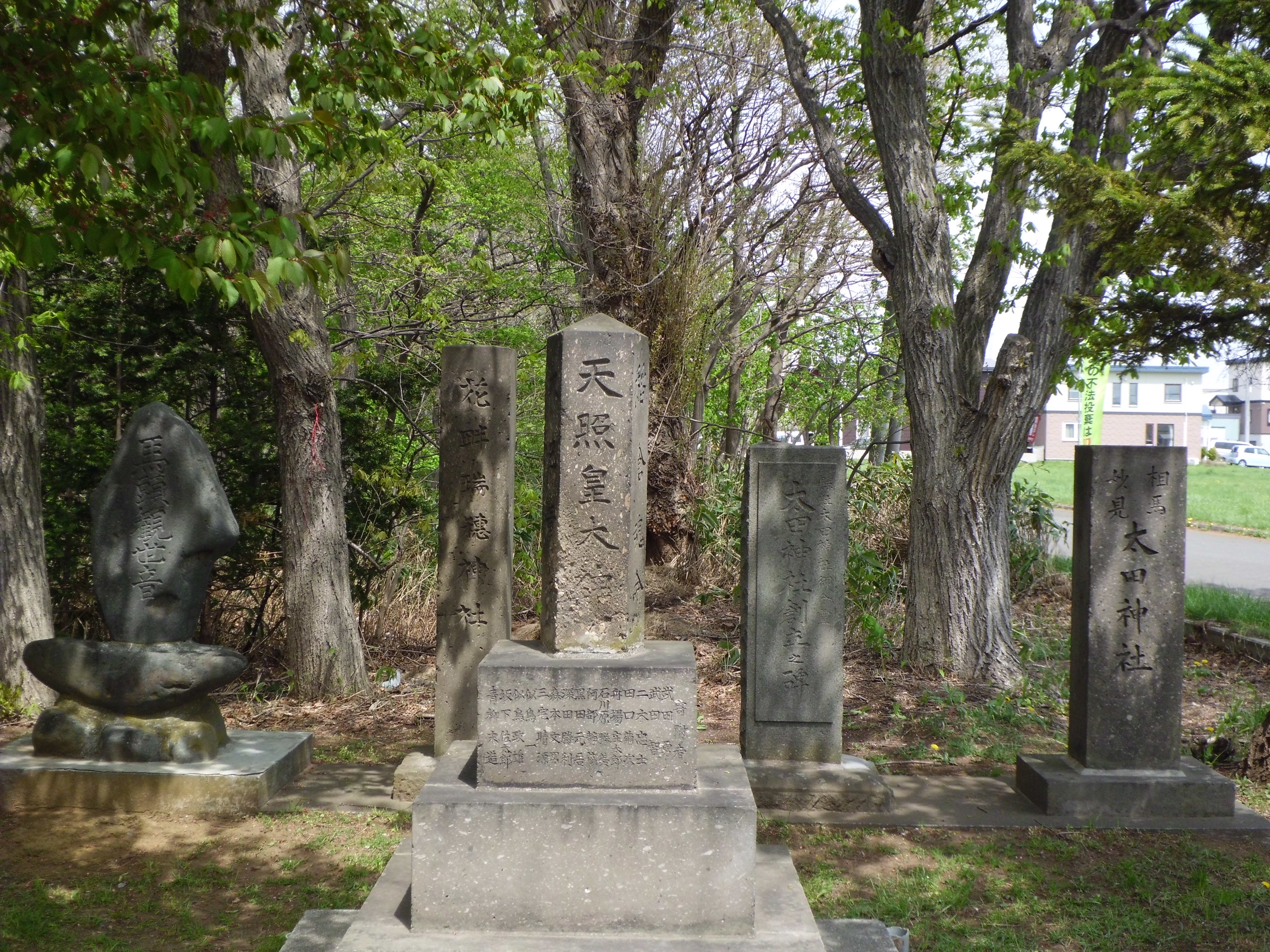
相馬太田妙見神社・花畔瑞穂神社の碑
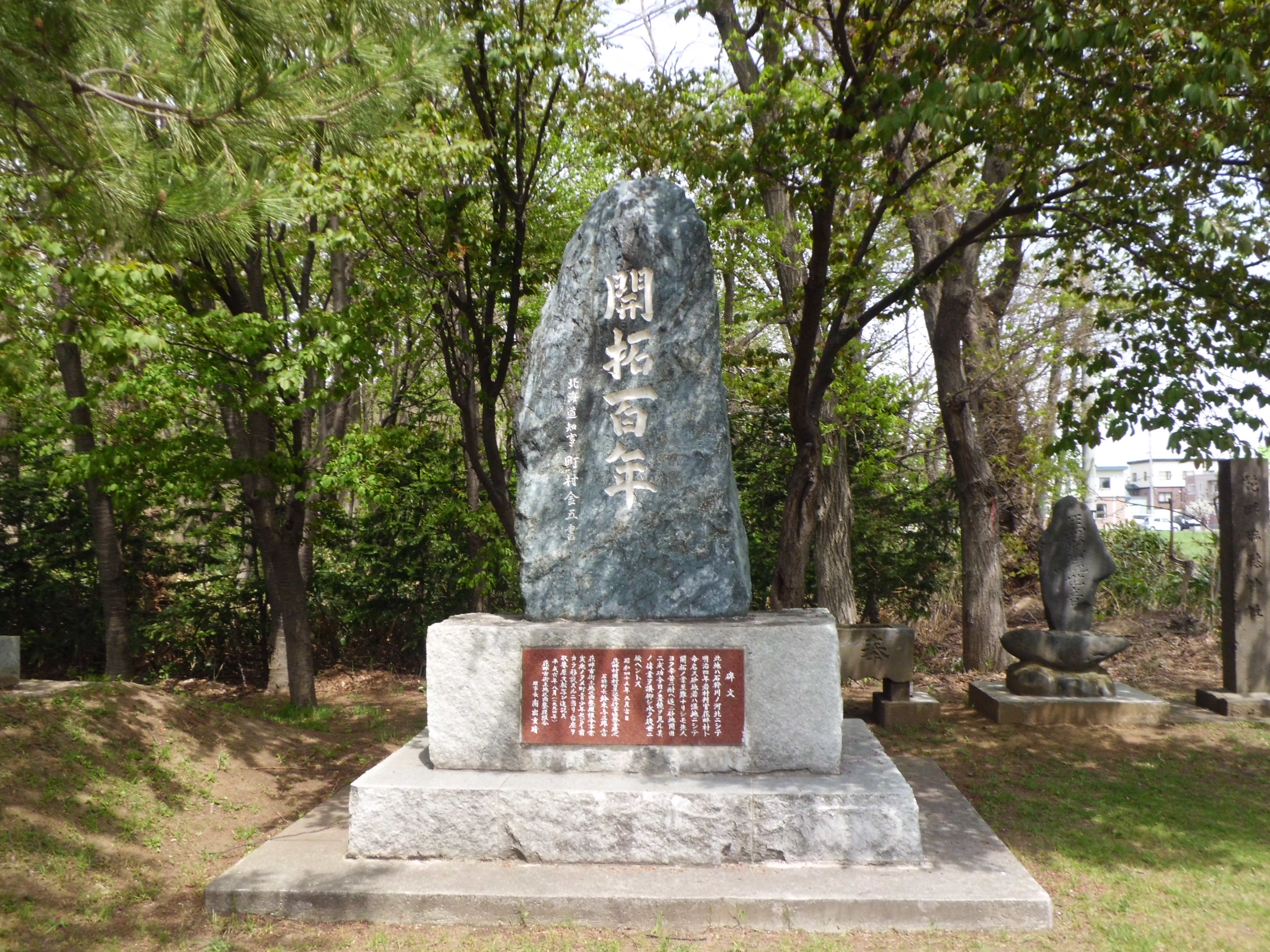
「開拓百年」碑
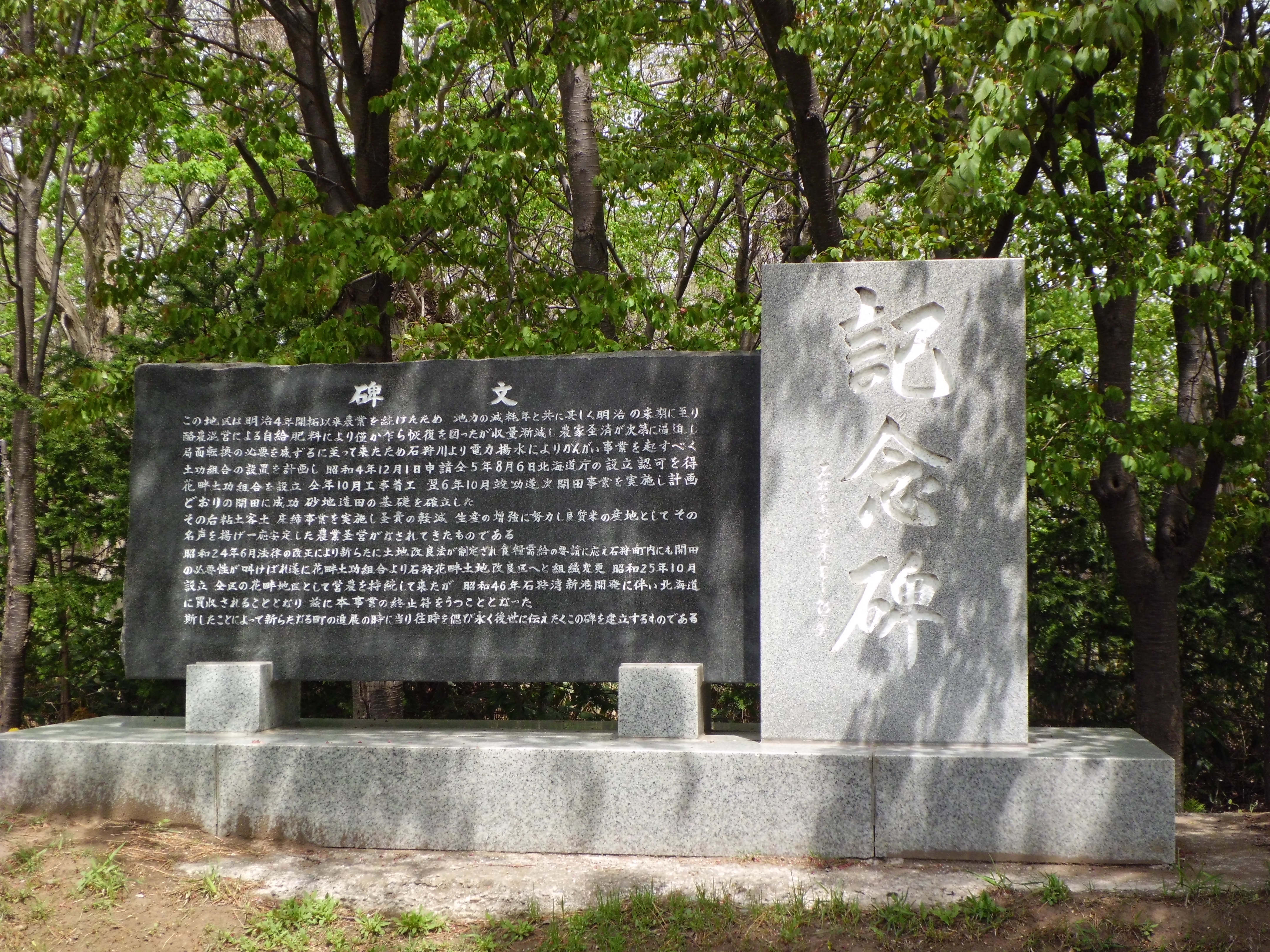
花畔土巧組合「記念碑」
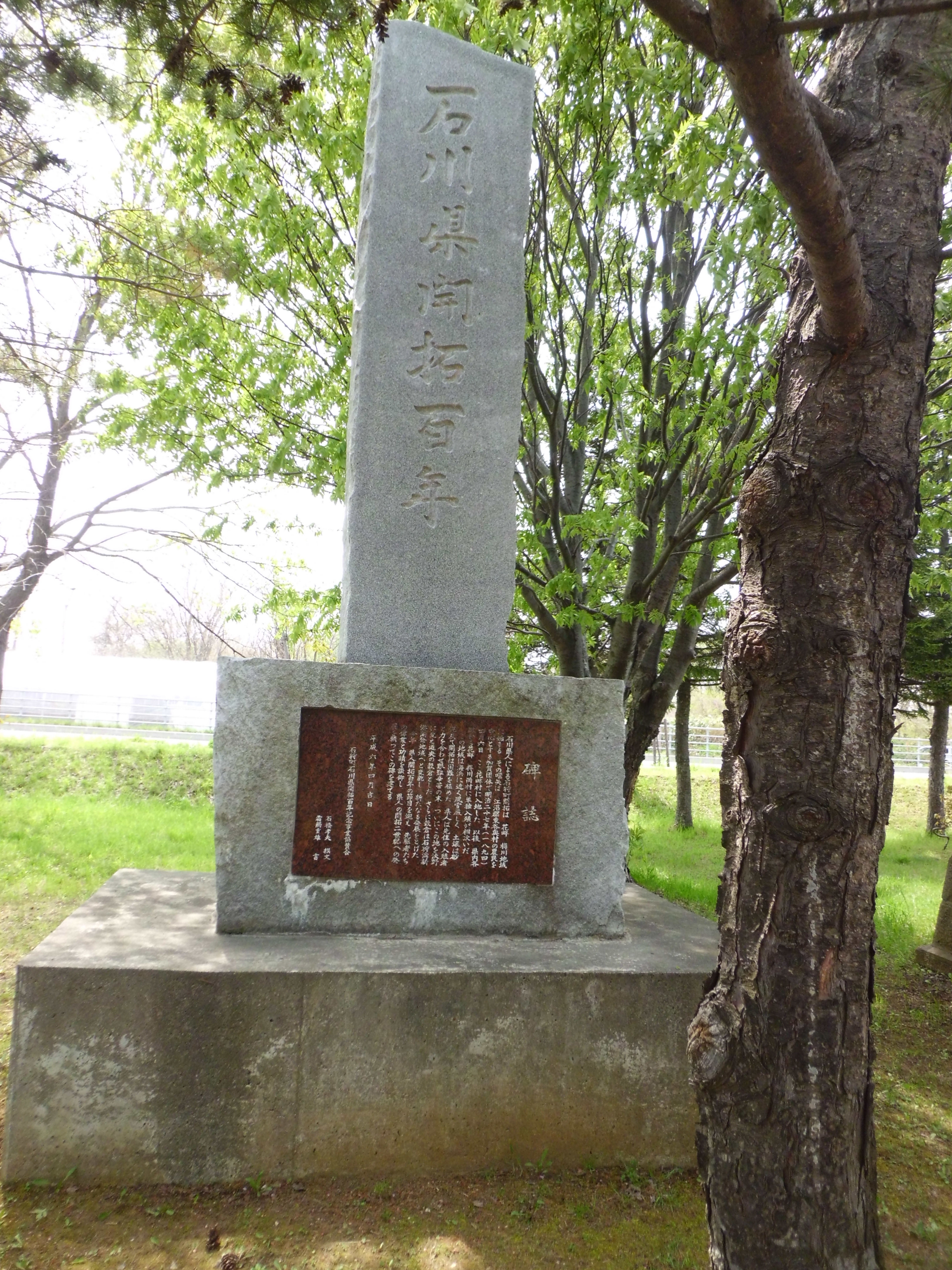
「石川県開拓百年」碑
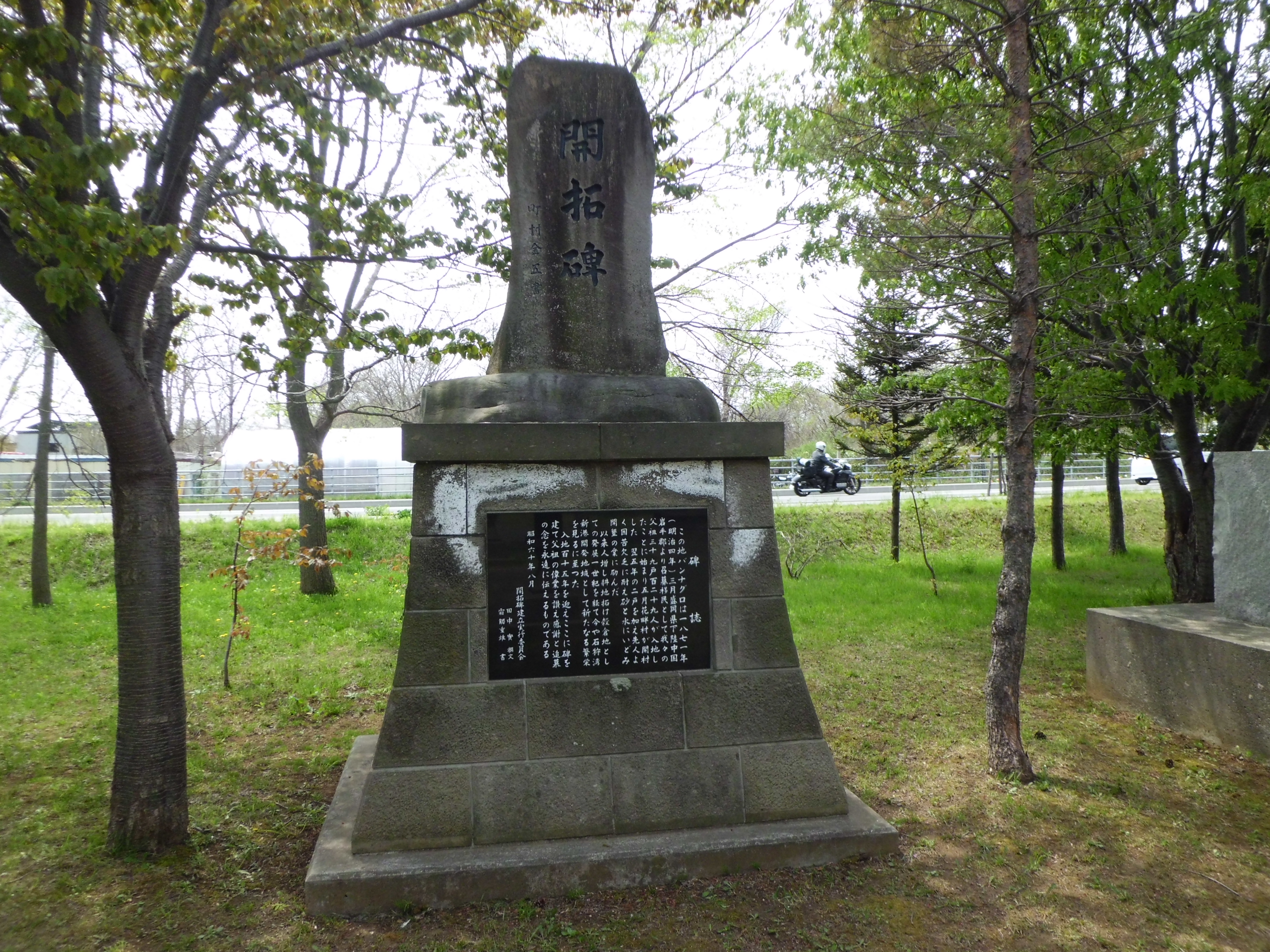
「開拓碑」
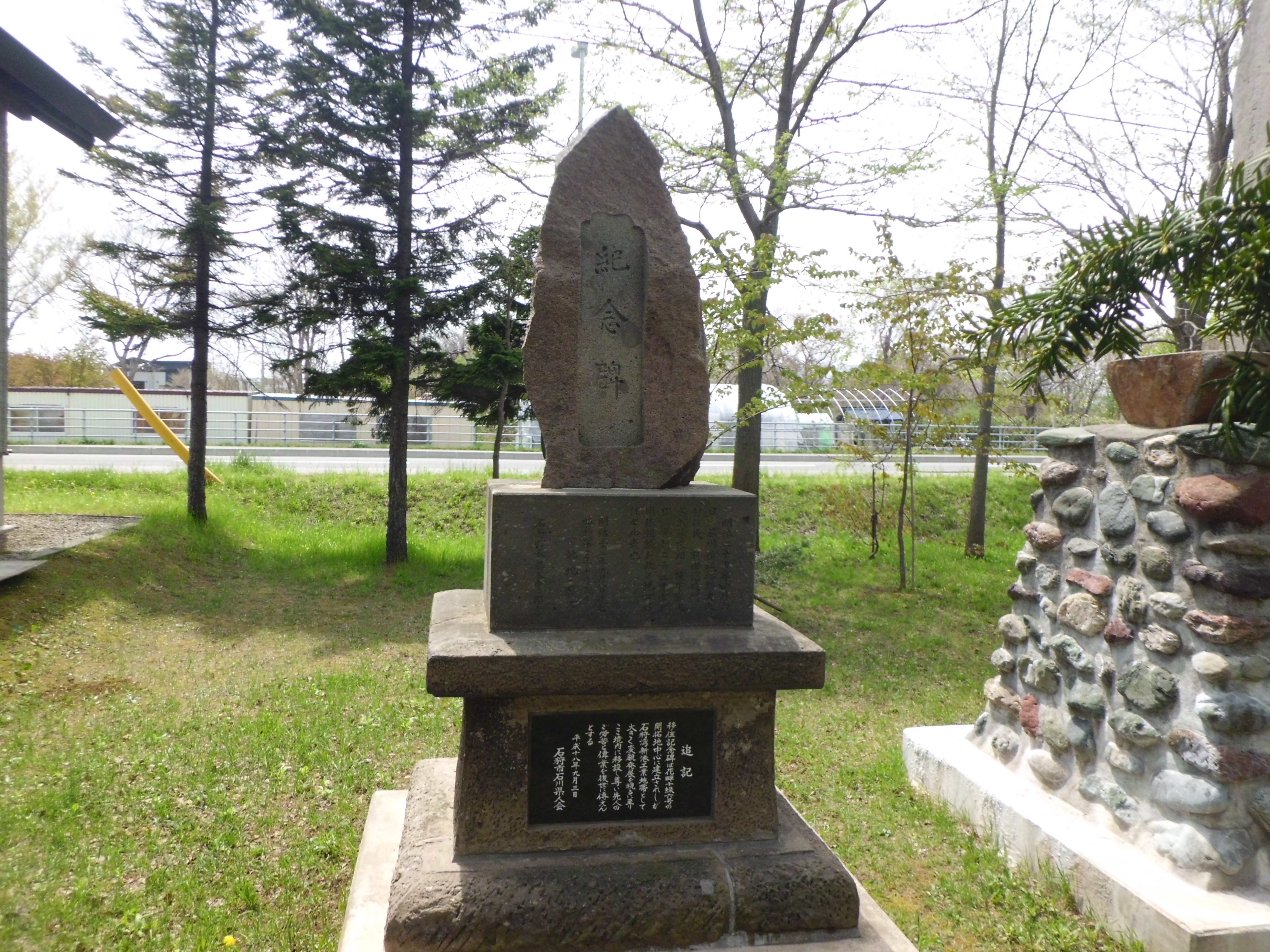
花畔移住「記念碑」
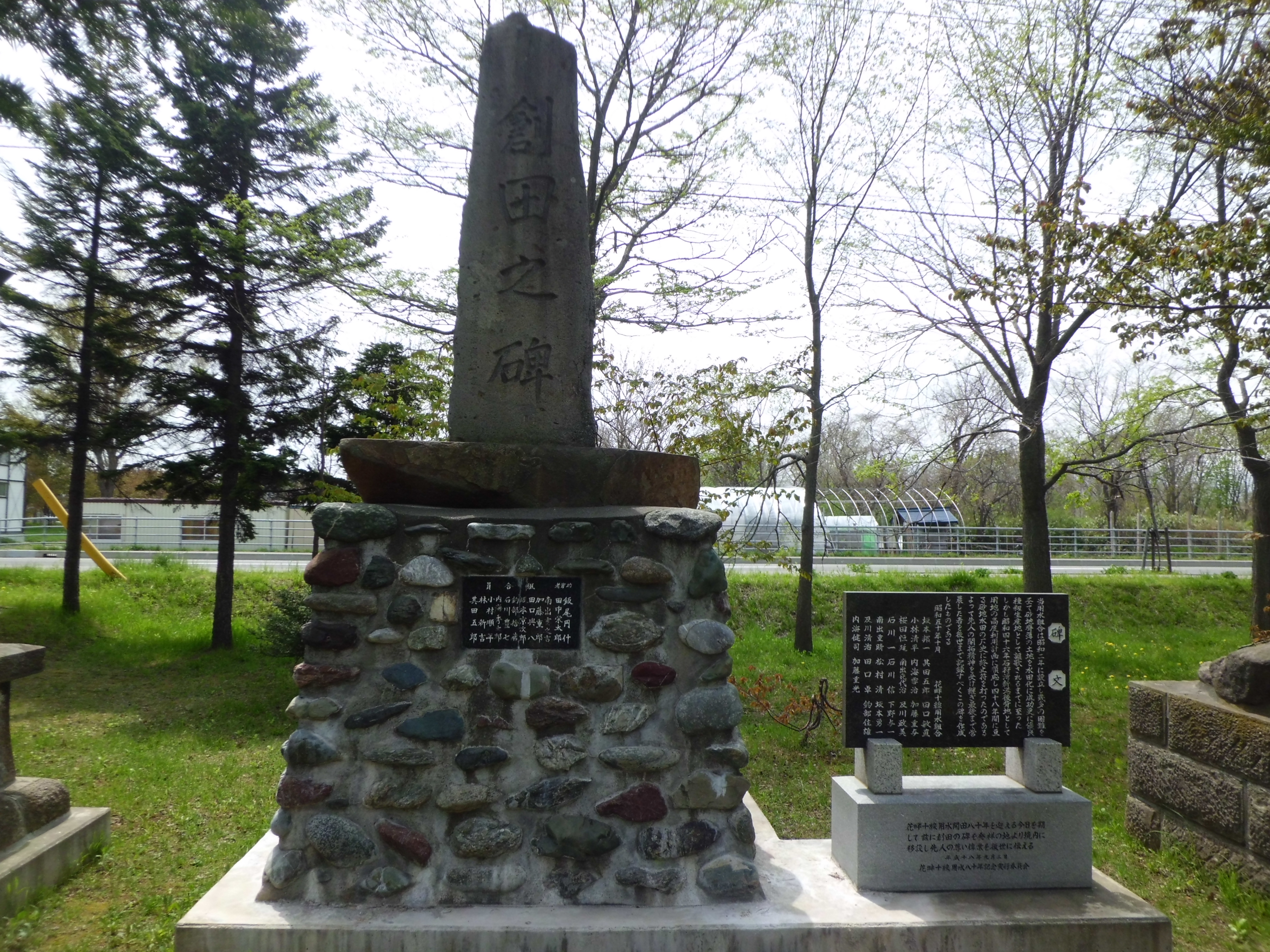
「創田之碑」
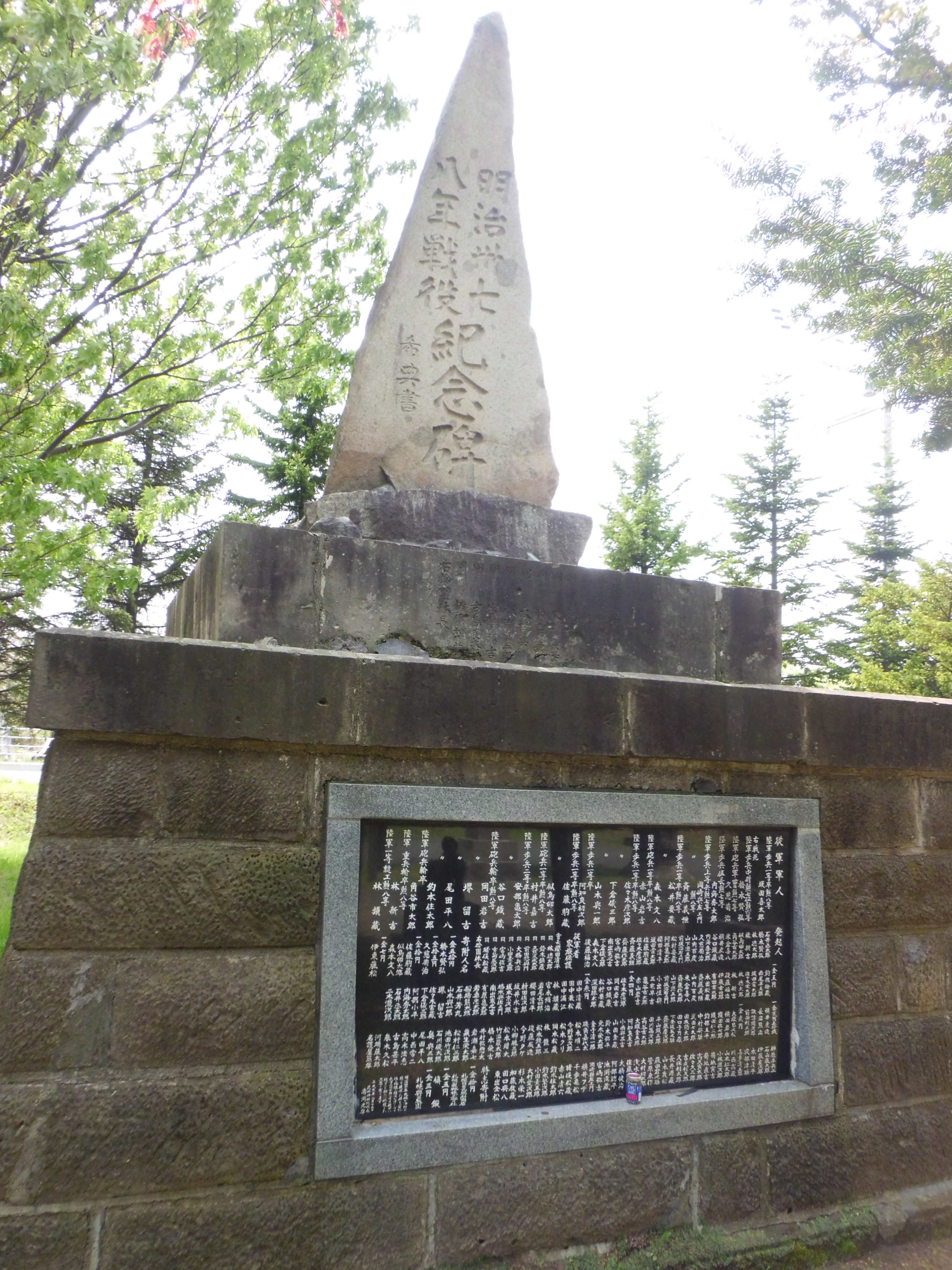
明治三十七・八年戦役記念碑
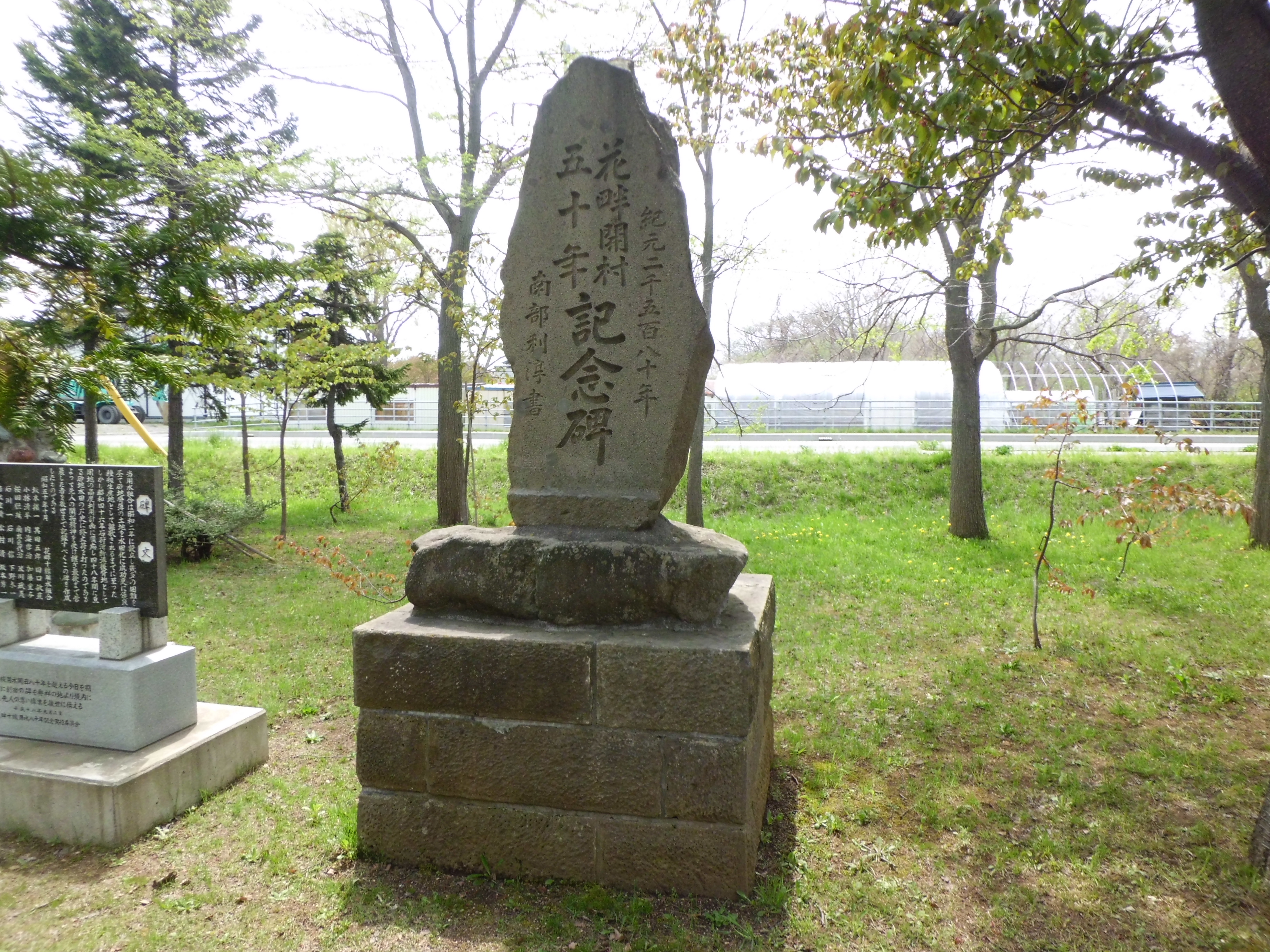
花畔開村五十年記念碑
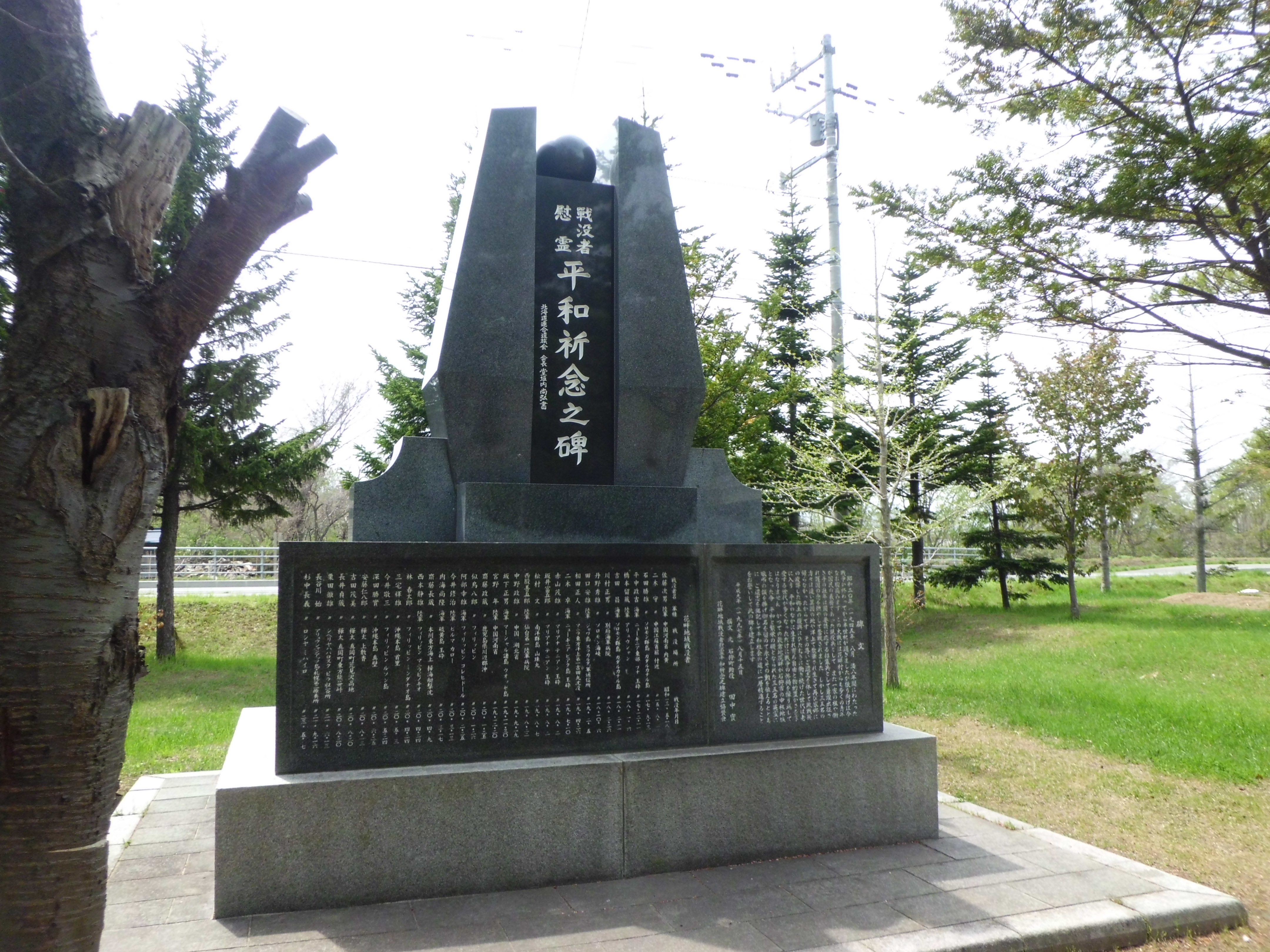
戦没者慰霊 平和祈念之碑